# Jakub Domański
Jakub Domański herbu Larysza (żył w XVIII wieku) – marszałek ziemi czerskiej w konfederacji barskiej.
W 1764 podpisał elekcję Stanisława Augusta Poniatowskiego. 7 września 1769 mianowany marszałkiem związku wojskowego ziemi czerskiej w konfederacji barskiej.